# Soutěž trubačů a hlasatelů

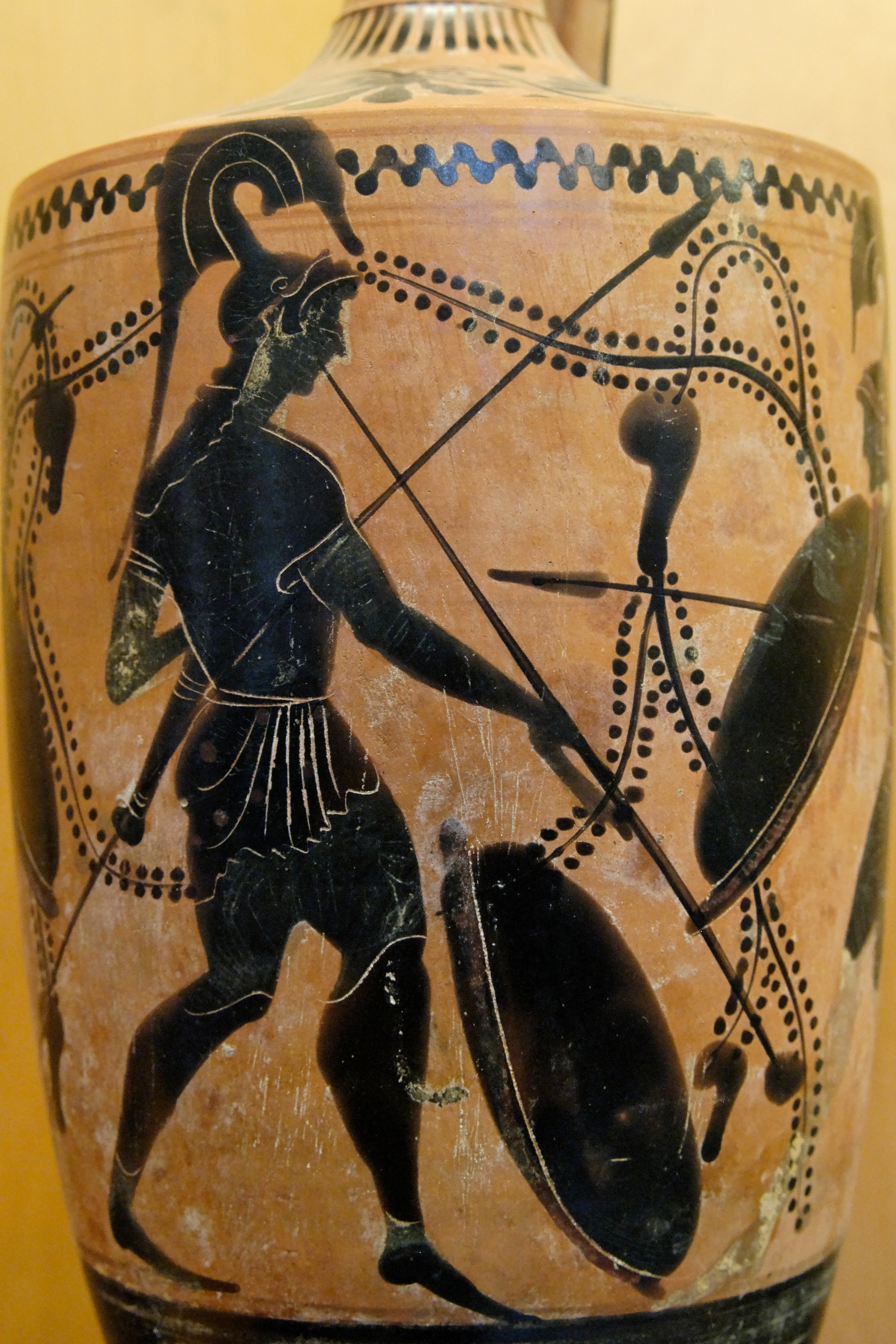
Voják s troubou (salpinx), černofigurový lékythos z přelomu 6. a 5. stol. před Kr.

Soutěž trubačů a hlasatelů (od starořecky Διαγωνισμός για σαλπιγκτές και κήρυκες –Diagóniomos gia salpinktes kai kérykes) byl závod o právo oznamovat závodníky a vítěze na olympijských hrách v starověkém Řecku.
Soutěže trubačů a hlasatelů byly zavedeny na 96. olympijských hrách v roce 396 př. n. l. Vítěz soutěže měl právo asistovat hellanodikům při oznamování her troubou (salpinx byl vyroben z bronzu a byl používán hlavně pro vojenské účely) a hlavně sdělovat jména závodníků a vítězů. Soutěž se konala v první den her a to po tradičních obřadech a obětech, hned po přísaze sportovců. Hodnotila se síla zvuku trouby a také síla a jasnost hlasu.
Podle antického autora Pausania se soutěž konala na místě před oltářem v Altide, který stál před vchodem do stadionu. Vedle tohoto oltáře se vyjímala Diova socha asi šest loktů vysoká, (295 cm) držící v rukou blesky. Soutěž trubačů a hlasatelů byla pravděpodobně jednou disciplínou i když je znám jeden případ (právě z 96. her, na kterých byla zavedena), kdy dostal zvláštní cenu trubač i hlasatel. Soutěže ve sportovních disciplínách se pak začaly na druhý den ráno.